# Anoiapithecus
Anoiapithecus é um gênero de primata extinto, descoberto através de um fóssil na Alemanha em 2009 por Salvador Moyà-Solà, da Universidade Autônoma de Barcelona.